# Могбели, Жасмин
Жасмин Могбели (англ. Jasmin Moghbeli, курд. Yasemîn Muqbilî, перс. یاسمین مقبلی‎; род. 24 июня 1983, Бад-Наухайм, ФРГ) — астронавт НАСА, американский лётчик-испытатель курдского происхождения, подполковник Корпуса морской пехоты США. 26 августа 2023 года стартовала в составе экипажа миссии SpaceX Crew-7 в качестве командира американского частного многоразового космического корабля Crew Dragon компании SpaceX c помощью тяжелой ракеты-носителя Falcon 9 к Международной космической станции. Участник космических экспедиций МКС-69/МКС-70. 12 марта 2024 года после 199-суточной экспедиции в космос корабль вернулся на Землю. 

## Ранние годы, учёба, служба
Родилась 24 июня 1983 года в городе Бад-Наухайм  в Германии, но своим родным считает местечко (hamlet) Болдуин в округе Нассо в штате Нью-Йорк в США. 
Её родители студенты-архитекторы Ферештех и Кари Могбели, родом из города Мехабад на северо-западе Ирана (в Иранском Курдистане), эмигрировали после Исламской революции 1979 года, и до 1983 года жили в Германии, а затем эмигрировали в Соединённые Штаты Америки.
После окончания начальной и средней школы в Болдуине поступила в Массачусетский технологический институт в Кембридже в штате Массачусетс, где получила степень бакалавра по аэрокосмической технике и информатике.

### Военная служба
В 2005 году поступила на действительную военную службу, была зачислена в качестве второго лейтенанта в Корпус морской пехоты Соединённых Штатов. После окончания начальной и базовой лётной школы на базе в штате Вирджиния, служила на военно-морской авиабазе Пенсакола (штат Флорида), где прошла лётную подготовку. В 2008 году в качестве военно-морского лётчика была направлена в 303-ю учебную эскадрилью лёгких ударных вертолётов морской пехоты (HMLA/T 303) для обучения полётам на вертолёте AH-1W Super Cobra. Продолжила службу в 367-й эскадрильи лёгких ударных вертолетов морской пехоты (HMLA-367) на авиабазе Корпуса морской пехоты Кэмп-Пендлтон в штате Калифорния.

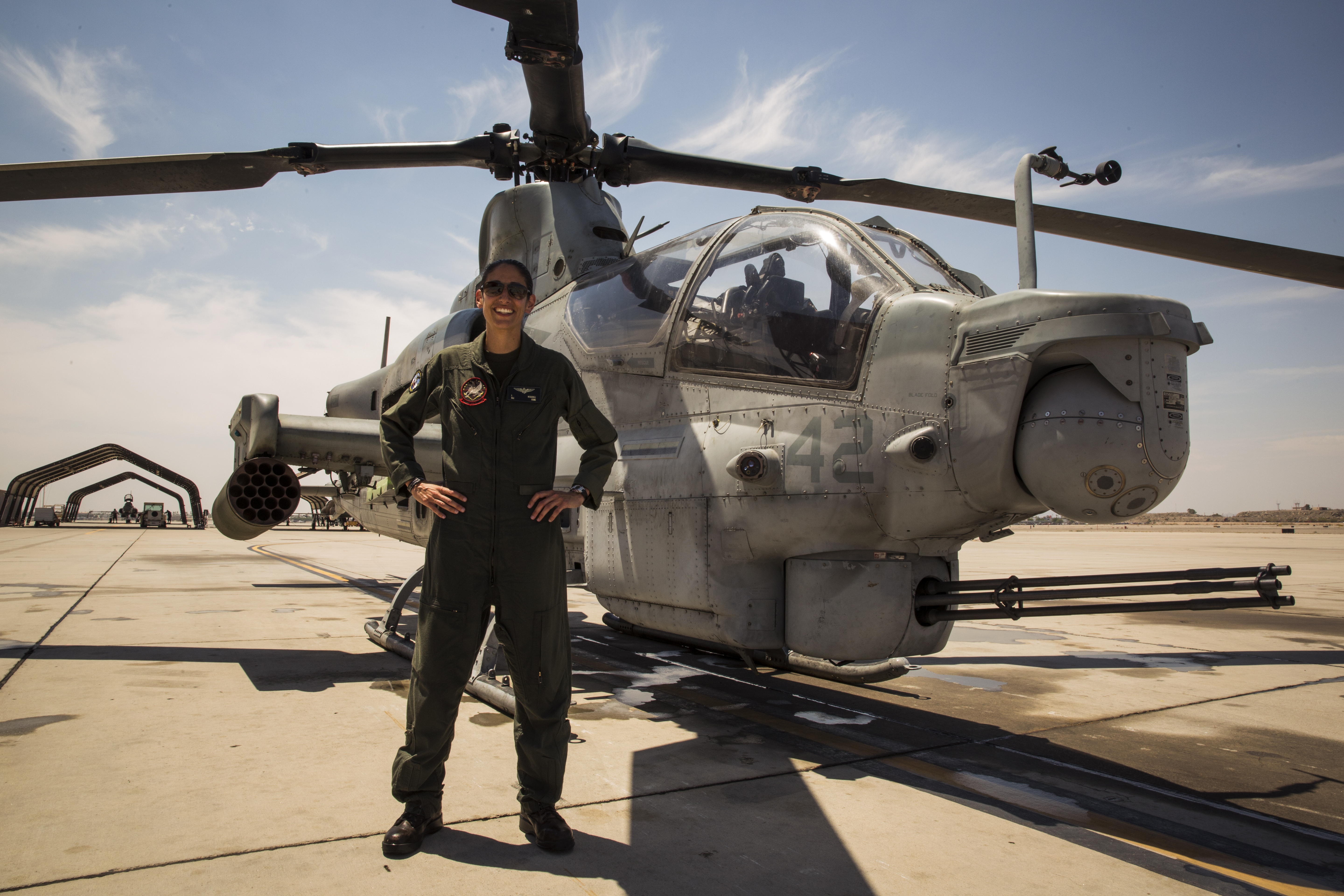
Могбели на фоне вертолёта Bell AH-1Z Viper (2017)

С 2009 по 2010 год была командирована в Афганистан в состав Международных сил содействия безопасности, в качестве пилота HMLA-367 участвовала операции «Несокрушимая свобода». По возвращении из командировки была прикреплена к 163-й эскадрилье средних вертолётов морской пехоты HMM 163.
В качестве пилота вертолёта участвовала в командировках в составе 13-й и 31-й экспедиционных групп на авианосцах и в составе 367-й лёгкой ударной эскадрильи в провинции Гильменд в Афганистане.
В 2012 году с отличием окончила Школу лётчиков-испытателей ВМС США на авиабазе Патаксент-Ривер в штате Мэриленд. В том же году окончила аспирантуру ВМС в Монтерей (штат Калифорния) и получила степень магистра по авиационной технике.
В 2017 году присвоено звание майор Корпуса морской пехоты. Общий налёт к середине 2017 года составлял более 1600 часов. По состоянию на 2019 год имела более 2000 часов налёта и выполнила 150 боевых вылетов на более чем 25 различных самолетах.
К моменту отбора в астронавты служила в 1-й эскадрилье оперативных испытаний и оценки Корпуса морской пехоты на авиабазе Юма в штате Аризона, испытывала вертолёты H-1. В 2022 году присвоено звание подполковник Корпуса морской пехоты.

## Космическая подготовка
7 июня 2017 года была зачислена в отряд астронавтов НАСА в составе 22-го набора НАСА в качестве кандидата в астронавты. 18 августа 2017 года приступила к прохождению двухлетнего курса базовой общекосмической подготовки в Космическом центре им. Джонсона в Хьюстоне. 10 января 2020 года ей была присвоена квалификация астронавт.
9 декабря 2020 года на заседании Национального совета по космосу США было объявлено о её включении в группу астронавтов для подготовки к пилотируемым лунным экспедициям в рамках программы «Артемида».
24 марта 2022 года в пресс-релизе НАСА появилось сообщение о её назначении командиром корабля «Crew Dragon», запуск которого по программе SpaceX Crew-7 запланирован 25 августа 2023 года.

## Полёт
26 августа 2023 года в 10:27 (мск) отправилась на МКС в рамках миссии SpaceX Crew-7. Запуск космического корабля Crew Dragon (Endurance) с миссией SpaceX Crew-7 осуществлён с помощью ракеты-носителя Falcon 9 со стартовой площадки  SLC-40 «Мыс Канаверал» штат Флорида 26 августа 2023 года в 07:27 UTC<. 27 августа в 16:16 мск корабль Crew Dragon с экипажем миссии Crew-7 причалил к узловому модулю «Гармония» американского сегмента МКС. 
1 ноября 2023 года Жасмин Могбели вместе с астронавтом Лорел О’Хара совершила выход в открытый космос из модуля «Квест» длительностью более 6 часов. Астронавты провели демонтаж радиочастотной антенны и замену подшипникового узла поворотного шарнира левой солнечной батареи. В ходе выхода Могбели упустила в открытый космос сумку с инструментами. Потерю сумки заметили диспетчеры с Земли, наблюдая за работами астронавтов с помощью камер, установленных на внешней стороне МКС. Сумка официально зарегистрирована как искусственный спутник Земли 58229/1998-067WC, она перемещается впереди МКС и на безопасность станции, по мнению специалистов, не влияет. Предполагается, что к марту 2024 года потерянная сумка сгорит в атмосфере.
11 марта 2024 года в 15:20 UTC корабль миссии SpaceX Crew-7 отстыковался от станции и после 199-суточной экспедиции в космос вернулся на Землю с четырьмя членами экипажа 12 марта 2024 года в 09:47 UTC, приводнившись в Мексиканском заливе неподалёку от побережья штата Флорида.
Статистика
| # | Стартовый корабль         | Старт                | Экспедиция      | Корабль посадки           | Посадка           | Налёт                     | Выходы в открытый космос | Время в открытом космосе |
| - | ------------------------- | -------------------- | --------------- | ------------------------- | ----------------- | ------------------------- | ------------------------ | ------------------------ |
| 1 | Crew Dragon SpaceX Crew-7 | 26.08.2023, 7:27 UTC | МКС-69 / МКС-70 | Crew Dragon SpaceX Crew-7 | 12.03.2024, 12:47 | 199 суток 2 часа 19 минут | 1                        | 6 часов 42 минуты        |

## Награды
- четыре Воздушные медали (США) от ВМС США[3];
- похвальная медаль ВМС и Корпуса морской пехоты[англ.][3];
- три медали «За успехи» ВМС и Корпуса морской пехоты[3].

## Семья
Могбели замужем за Сэмюэлем Уолдом (Samuel Wald). В семье две дочери — близнецы. Её старший брат Каве Могбели (Kaveh Moghbeli) живёт в Питтсбурге в штате Пенсильвания.